# Upleadon
Upleadon é uma paróquia e aldeia de Forest of Dean, no condado de Gloucestershire, na Inglaterra. De acordo com o Censo de 2011, tinha 276 habitantes. Tem uma área de 6,44 km².